# بريان بيكر
بريان بيكر (بالإنجليزية: Bryan Baker)‏ هو مهندس أمريكي، ولد في 8 يونيو 1961.